# أرومة مناعية
الأَرومَة مَناعِيَّة خلية لمفاوية نشطها مستضد ليتوسع نسيليًا فيزداد عدد الخلايا اللمفاوية القادرة على الارتباط بهذا المستضد. الأَرومَة مَناعِيَّة أقل نضجًا في الخلايا الواقية المشاركة في الاستجابة المناعية.